# Orphée (Glass)

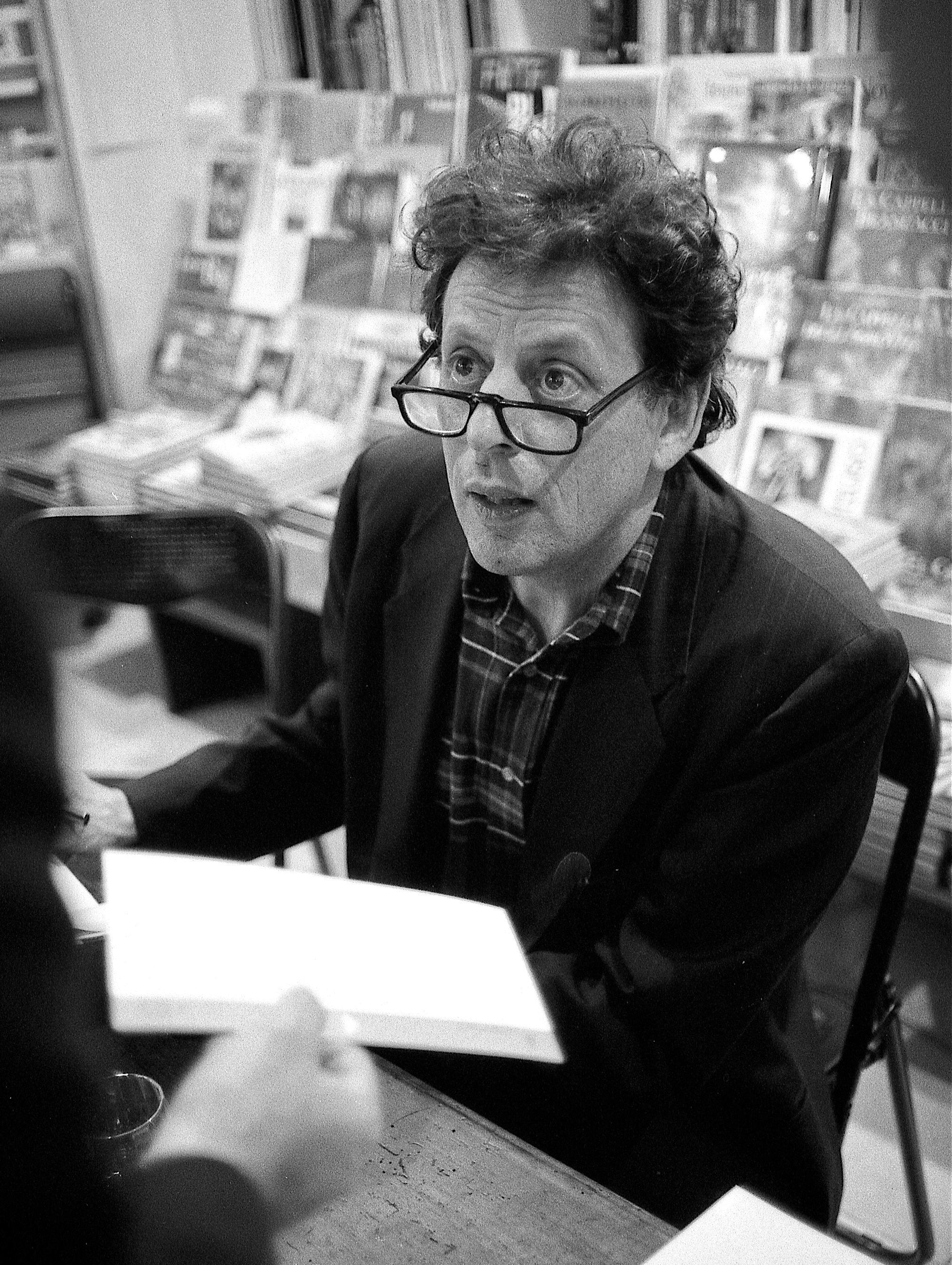
Philip Glass

Orphée är en kammaropera i två akter och 18 scener för ensemble och solister från 1991 med  musik av Philip Glass. Librettot (på franska) skrevs av Glass och bygger på scenariot till filmen med samma namn (1950) av Jean Cocteau. Operan beställdes av American Repertory Theater i Cambridge, Massachusetts och Brooklyn Academy of Music i New York. Det var den första delen av en trilogi till den franska poetens ära. Premiären ägde rum den 14 maj 1993 under musikalisk ledning av Martin Goldray och den europeiska premiären skedde den 27 maj 2005 på Royal Opera House i London.
Orphée uppfördes senare i Linz de 21 januari 2007, på Alice Busch Opera Theater i Cooperstown som en del av Glimmerglass Festival i tio dagar från 21 juli 2007 på Portland Opera (Keller Auditorium) i fem dagar från 6 november 2009 Anne Manson som dirigent, på Herbst Theatre i San Francisco den 26 februari 2011
 Nicole Paiement som dirigent, på George Mason University (Center for the Arts) i Fairfax i två dagar från den 10 februari 2012.
År 2000 gjorde pianisten Paul Barnes en pianotranskription med titeln The Orphée Suite for Piano som framfördes den 19 april 2001 på Greenwich House Music School i New York.

## Personer
| Roller           | Stämma      | Premiärbesättning den 14 maj 1993 Dirigent: Martin Goldray                                                                   |
| ---------------- | ----------- | --- |
| The Princess     | sopran      | Wendy Hill |
| Eurydice         | sopran      | Elizabeth Futral |
| Heurtebise       | tenor       | Richard Fracker |
| Cégeste          | tenor       | Paul Kirby |
| Orphée           | baryton     | Eugène Perry |
| The Judge        | bas         | John Kuether |
| The Poet         | bas         | James Ramlet |
| The Commissioner | bas         | John Kuether |
| Aglaonice        | mezzosopran | Janice Felty |
| The Reporter     | tenor       | Brian Mirabile |
| Glazier          | tenor       | Brian Mirabile |
| Ensemble         |             | Linda Joy Adams Charles Butler Robert K. Dunn Michael Glumicich Rachael Lillis Ken MacDonald Stephen Spewock Hester A. Tinti |

## Struktur
- Akt I
  - Scen 1, le Café
  - Scen 2, la Route
  - Scen 3, le Chalet
  - Scen 4, Chez Orphée
  - Scen 5, la Chambre d'Orphée
  - Scen 6, le Studio d'Orphée
  - Scen 7, le Bureau du Commissaire
  - Scen 8, la Poursuite
  - Scen 9, Chez Orphée

- Akt II
  - Scen 1, le Voyage aux Enfers
  - Scen 2, le Procès
  - Scen 3, Orphée et la Princesse
  - Scen 4, le Verdict
  - Scen 5, Interlude Musicale - le Retour chez Orphée
  - Scen 6, Chez Orphée
  - Scen 7, le Studio d'Orphée
  - Scen 8, le Retour d'Orphée
  - Scen 9, la Chambre d'Orphée

## Diskografi
- The Orphée Suite for Piano, music by Philip Glass, transcription by Paul Barnes (piano), recorded in April 2001. Orange Mountain Music (2003).
- The Portland Opera Orchestra conducted by Anne Manson, first full version recorded in November 2009. Orange Mountain Music (2010)[10].